# Don McKenzie
Don McKenzie (n. 11 mai 1947, Hollywood, California, SUA – d. 3 decembrie 2008, Reno, Nevada, SUA) a fost un înotător american, medaliat olimpic. A participat la o ediție a Jocurilor Olimpice (1968) în care a câștigat 3 medalii de aur.